# Avenida del Tibidabo
La avenida del Tibidabo (en catalán y oficialmente: Avinguda del Tibidabo) es una vía urbana de Barcelona (España) en la falda  de la montaña del Tibidabo. Une las plazas de John F. Kennedy y del Doctor Andreu.

## Historia
En 1899 el empresario farmacéutico doctor Salvador Andreu compró unos terrenos en la vertiente mar del Tibidabo para construir una ciudad jardín de lujo. La avenida del Tibidabo fue trazada como eje central de la nueva urbanización. A ambos lados de la calle la burguesía barcelonesa fue construyendo sus mansiones, proyectadas por arquitectos de prestigio, como Josep Puig i Cadafalch, Joan Rubió, Enric Sagnier, Nicolás María Rubió Tudurí o Adolfo Ruiz Casamitjana. El propio doctor Andreu construyó su residencia en la finca número 17 de la avenida.
A partir de los años 1960 la mayoría de las casas cambiaron su uso residencia para convertirse en sede de universidades, colegios, consulados, clínicas o restaurantes.